# 路易·華許
麥可·路易·文森·華許（1952年8月5日—）愛爾蘭娛樂經理，英國選秀節目《X音素》的前評審。 於2014年的直播節目中，性騷擾節目中的女性來賓，至今仍未對該女子道歉。

## 獎項和榮譽
- 2009 Mayo Person of the Year[2]

## 外部連結
- Louis Walsh at itv.com/xfactor
- 路易·華許在互联网电影资料库（IMDb）上的資料（英文）